# Queen's Quest
Queen's Quest（クイーンズ クエスト）は、かつてスターダムで活動していたプロレスのユニット。略称は「QQ」。
「NEO GENESIS」の源流となるユニットである。

## 歴史

### 2016年
11月11日、新宿大会でのタッグリーグ決勝にて、「サンダー・ロック」の紫雷イオがタッグパートナーの岩谷麻優を突如裏切り、はづき蓮王から改名したHZKを呼び込み共闘を宣言。そして、11月20日、新木場大会にて紫雷&HZKvs岩谷&渡辺桃の試合中に渡辺が岩谷を裏切りユニット入り。この一連の裏切りについて紫雷はスターダムの時間差時限爆弾とし、予定されていたこととしている。
11月27日、名古屋大会にてユニット名を「Queen's Quest（クイーンズ・クエスト）」（略称:QQ）と決定した。
12月9日、大阪大会で宝城カイリが持つワンダー・オブ・スターダム王座にHZKが挑戦するも敗北。12月22日、後楽園ホール大会でツインデットシスターズのもつNWAベンデッタプロタッグ選手権にHZKと渡辺が組んで挑戦するも敗北。

### 2017年
1月7日、空位となっていた6人タッグ王座のアーティスト・オブ・スターダム王座を獲得。ユニットが始まってから初の王座獲得となる。
2017年2月11日、リングネームをAZMに変更したあずみが加入。
2017年4月15日、渡辺が負傷したことにより返上したアーティスト王座を再び獲得する。6月17日、防衛に失敗し、同王座を失う。
6月25日、ワールド・オブ・スターダム王座を失った直後のリーダーの紫雷が休場に入る。その間の7月30日にバイパーが加入。その後、紫雷は8月13日に復帰し、その初戦でアーティスト王座を奪取。11月19日にはワンダー・オブ・スターダム王座を獲得した。

### 2018年
4月15日に行われた、スターダム・ドラフト会議によって、初期メンバーのHZKが大江戸隊に移籍した。それと同時に、シャーダネー、ビー・プレストリー、小波の3名がQQに加入した。
5月23日、紫雷と渡辺がワンダー・オブ・スターダム王座を賭けて同ユニット同士の対決を行い、渡辺が勝利した。
5月29日、リーダーの紫雷が6月17日をもってスターダムを退団することを発表。次期リーダーは渡辺が務めることとなった。
その年のゴッデス・オブ・スターダムタッグリーグ戦はQQから渡辺とルーキーの林下詩美のタッグとプレストリー、シャーダネー組が出場し、それぞれ決勝戦に勝ち上がった。そして同ユニット同士の対決となった11月10日の決勝は渡辺・林下組が優勝。その勢いで23日にゴッデス・オブ・スターダム王座を獲得し、試合後に林下はQQに正式加入した。

### 2019年
1月3日、林下がフューチャー・オブ・スターダム王座に挑戦し勝利、そして14日には同ユニットのバイパーが持つSWA世界王座とEVEインターナショナル王座に挑戦し勝利、4冠王者となる。
2019年4月14日、ドラフトで妃南、小野崎玲皇が新たに加入したが、小波が多国籍軍（仮）に移籍することになった。
2019年6月30日までにバイパーとシャーダネーがQQ並びにスターダムから離脱。その後バイパーはWWEに移籍した。

### 2020年
1月19日、渡辺のワールド王座戦後にプレストリーが渡辺を急襲しQQを離脱、大江戸隊に加入した。
2月16日、上谷沙弥が林下とのフューチャー王座戦に敗北後にQQに加入。同日に度重なる怪我の悪化を理由に小野崎が引退する。
7月26日、林下、上谷のタッグがゴッデス王座を獲得。後にこのタッグは「AphroditE」の名前で活動するようになる。
11月8日、AZM、渡辺組が第10回ゴッデス・オブ・スターダム タッグリーグ戦を優勝する。その翌週の15日には林下がワールド王座を戴冠した。
12月20日、渡辺が林下の持つワールド王座に挑戦。林下が防衛した。

### 2021年
1月5日、新日本プロレスのWRESTLE KINGDOM 15に上谷、林下、AZMの3人がダークマッチに参戦。ドンナ・デル・モンドの舞華・ひめか・なつぽい組を退け勝利した。
3月3日の日本武道館大会で上谷が林下の持つワールド王座に挑戦する。結果は王者が防衛に成功する。
6月12日、上谷が『STARDOM Cinderella tournament 2021』で優勝を果たす。
8月14日より妃南が高校受験に専念するため欠場に入る。
12月14日、林下が2021年度女子プロレス大賞を受賞。
12月18日、大江戸隊と敗者ユニット強制脱退キャプテン・フォールイリミネーションマッチで闘ったが、渡辺が突如QQを裏切り敗戦。渡辺はそのまま大江戸隊に加入した。渡辺は11月から大江戸隊メンバーのスターライト・キッドから執拗な勧誘を受けていた。

### 2022年
1月3日、レディ・Cが大江戸隊に攻撃を受けていたQQの救援に駆けつける。その後林下の勧誘を受けQQに加入。
3月11日、林下がデビュー戦となる天咲光由の対戦相手を務め勝利。試合後に林下の勧誘を受け天咲がQQに加入する。
4月3日、妃南が復帰する。
5月15日、「QQ総選挙」と題した5WAYイリミネーションマッチで林下、上谷、AZM、妃南、レディ・Cの5人がQQの3代目リーダーを賭けて対戦。最後は林下とAZMの一騎打ちとなり、林下が勝利。新リーダーとなる。

### 2023年
5月4日、福岡大会にてAphroditE vs ジュリア&舞華のタッグ戦に敗れた後のバックステージにおいて、上谷の発言を誤解した林下の間に生じた確執により、これ以降のAphroditEの試合で誤爆や小競り合いが増え、それが他メンバーも巻き込む不和に繋がりユニットの存続が危ぶまれる事態となった。
6月25日、代々木大会にて大江戸隊との「敗者強制ユニット脱退ケージマッチ」において、流血しながらも戦い抜いた林下の奮闘と上谷を始めとするメンバーの再結束によりQQからの脱退者を出すことなく勝利。それにより、2ヶ月に渡った林下と上谷の蟠りも解消されユニット崩壊の危機を乗り切った。しかし、この騒動後の7月2日、林下が自分を見つめ直すとして旅に出ると宣言し海外遠征を行った。
7月23日より行われたSTARDOM 5★STAR GP 2023中、上谷と林下が長期欠場となるが12月2日にその2人が復帰2戦目でゴッデス王座を獲得。

### 2024年
3月22日、リーダーである林下が3月末にスターダムを退団することが発表される。その後、3月31日の試合を持ってスターダムを退団し、QQからも脱退した。
6月12日、この日行われた会見で、上谷が正式にリーダーであることを公言した。その後、大江戸隊との5対5イリミネーションマッチの調印を行い、ルールとして最後に負けた選手1名をユニットから強制追放することで双方及び社長が調印したが、刀羅ナツコによる文書改竄が行われており、最後に負けた選手"以外"の4名がユニットから強制追放となるルールで行われることとなった。
6月22日、大江戸隊との「最終敗者以外4人ユニット追放イリミネーションマッチ」が行われる。両軍が削り合った末、上谷と刀羅の一騎打ちとなる。途中、かつてのQQのリーダーでもあった渡辺桃が突如として刀羅を攻撃し、上谷と共闘する場面があったが、結果として渡辺が上谷をパイプ椅子で殴り、刀羅のスワントーンボムを前に3カウントを奪われる。その結果上谷以外の4名全員（AZM、妃南、レディ・C、天咲）が強制脱退し、QQは上谷の個人軍となった。
それ以降、上谷がただ一人QQとして活動していたが、7月に入りE neXus Vとの共闘を開始。舞華とタッグを組み、ゴッデス王座を目指すなど融和路線を取っていた。しかし、7月28日、舞華対刀羅のワールド・オブ・スターダム王座戦に上谷が舞華のセコンドに付いていた際、舞華のフォール時に突如としてレフェリーを妨害し、刀羅の勝利をアシスト。そのまま、刀羅が結成した新ヒールユニット「H.A.T.E.」に加入した。
上谷の「H.A.T.E.」加入に伴い、Queen's Questはメンバーが不在となり事実上ユニットが消滅。裏切りによって生まれたユニットは裏切りによって消滅したこととなる。

## 歴代メンバー

### 過去
| メンバー           | 加入           | 脱退           | 備考                          |
| ------------------ | -------------- | -------------- | ----------------------------- |
| HZK                | 2016年11月11日 | 2018年4月15日  | 初期メンバー                  |
| 紫雷イオ           | 2016年11月11日 | 2018年6月17日  | 初期メンバー、初代リーダー    |
| 渡辺桃             | 2016年11月20日 | 2021年12月18日 | 初期メンバー、2代目リーダー   |
| バイパー           | 2017年7月30日  | 2019年6月30日  |                               |
| シャーダネー       | 2018年4月15日  | 2019年6月30日  |                               |
| ビー・プレストリー | 2018年4月15日  | 2020年1月19日  |                               |
| 小波               | 2018年4月15日  | 2019年4月14日  |                               |
| 小野崎玲皇         | 2019年4月14日  | 2020年2月16日  | 脱退と同時に引退              |
| 林下詩美           | 2018年11月23日 | 2024年3月31日  | スターダム退団、3代目リーダー |
| AZM                | 2017年2月11日  | 2024年6月22日  | 副リーダー                    |
| 妃南               | 2019年4月14日  | 2024年6月22日  |                               |
| レディ・C          | 2022年1月3日   | 2024年6月22日  |                               |
| 天咲光由           | 2022年3月11日  | 2024年6月22日  |                               |
| 上谷沙弥           | 2020年2月16日  | 2024年7月28日  | 消滅時メンバー、4代目リーダー |